# 黃慧敏 (橋牌選手)
黃慧敏（英語：Wong Wai Man Flora，1979年10月13日—），香港女子橋牌選手。

## 簡歷
2018年8月，黃慧敏代表中國香港參加2018年亞洲運動會橋牌比賽，與陳佩怡、顧可容、楊凱寧、何煒霖和何凱桐合作贏得超級混合團體賽銀牌。